# هالین
کلی ملیسا سویت (زاده ۲۹ مارس ۱۹۸۸) که به‌طور حرفه ای با نام هالین شناخته می‌شود (‎/ˈheɪliən/‎ ; تلطیف تمام کلاه‌ها)، خواننده آمریکایی الکتروپاپ و موسیقی رقص الکترونیک است. او به خاطر همکاری‌های آوازی خود با هنرمندان آرمین ون بورن، ای‌تی‌بی، فری کورستن، آلی و فیلا، دا توئیکاز شناخته شده‌است.
سویت در ۲۹ مارس ۱۹۸۸ در کیپ کاد، ماساچوست، در خانواده پیانیست جفری هاوارد سویت متولد شد. او بر اساس استانداردهای جاز که بخشی از کارنامه پدرش بود، تربیت شد و در کودکی با کمک پدرش موسیقی را آموخت.
هالین با متیو استیپر ازدواج کرده‌است که آهنگ‌های او را می‌نویسد و تولید می‌کند، پیانو می‌نوازد و تور او را مدیریت می‌کند.